# 何元乡
何元乡，是中华人民共和国云南省保山市施甸县下辖的一个乡镇级行政单位。

## 行政区划
何元乡下辖以下地区：
何元村、莽王村、石头寨村、王家庄村、李为地村、大仆寨村、组军门村、大坡脚村和大寨门村。